# فردی شوت
فردی شوت (انگلیسی: Ferdi Schüth؛ زادهٔ ۸ ژوئیهٔ ۱۹۶۰) شیمی‌دان، و استاد دانشگاه اهل آلمان است.

## زندگی
وی در ۸ ژوئیه ۱۹۶۰ در آلژان / ورشتین به دنیا آمد.

## حرفه
از سال ۱۹۷۸ تا ۱۹۸۴ در رشته شیمی و از ۱۹۸۳ تا ۱۹۸۸ در رشته حقوق دانشگاه مونستر تحصیل کرد. بعد از اتمام دوره دکتری وی دوران پسادکترا را در دانشگاه مینه‌سوتا مینیاپولیس گذراند. از سال ۱۹۹۵ تا ۱۹۹۸ به عنوان استاد شیمی معدنی در دانشگاه گوته فرانکفورت مشغول بود.